# Tommy Law
Tommy Law (Glasgow, 1º aprile 1908 – 17 febbraio 1976) è stato un calciatore scozzese, di ruolo difensore.

## Carriera

### Club
Trascorse l'intera carriera nelle file del Chelsea.

### Nazionale
Ha vestito la maglia della nazionale scozzese tra il 1928 e il 1930.